# Endlösung der Judenfrage

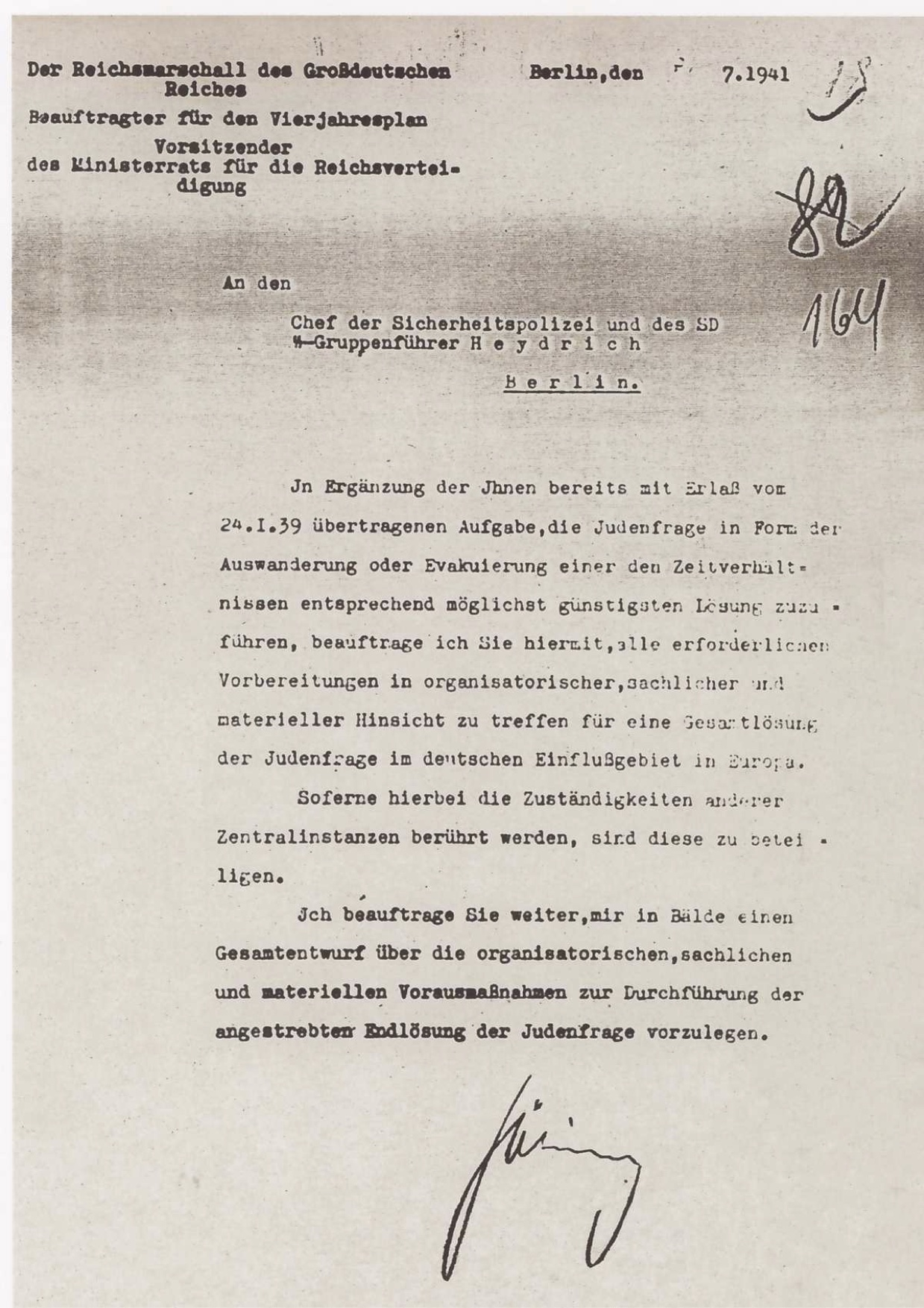
31. Juli 1941: Auftrag Görings an Heydrich zum Erstellen eines organisatorischen Gesamtentwurfs für die Endlösung der Judenfrage

„Endlösung der Judenfrage“, kurz „Endlösung“, ist ein Ausdruck aus der Sprache des Nationalsozialismus für den Holocaust bzw. die Schoa. Damit bezeichneten die Nationalsozialisten zunächst die staatlich organisierte Vertreibung oder Umsiedlung von Juden, die deutsche Antisemiten seit etwa 1880 gefordert hatten. Ab Juli 1941 bezeichneten die Nationalsozialisten mit dem Ausdruck ihr Ziel, alle von ihnen als Juden definierten Personen in Europa und darüber hinaus zu ermorden. Dieses Ziel verfolgten sie systematisch bis zur bedingungslosen Kapitulation der Wehrmacht (8./9. Mai 1945). Der Ausdruck war ein Euphemismus ihrer systematischen Judenvernichtung, um diese nach außen zu tarnen und nach innen ideologisch zu rechtfertigen.
Seit den Nürnberger Prozessen wird der Ausdruck „Endlösung“ fast nur noch als Kürzel für den Holocaust gebraucht; andere Bedeutungen spielen in der deutschen Alltagssprache keine Rolle mehr. Viele Darstellungen des Holocaust zitieren den Ausdruck (englisch final solution, französisch solution finale), im Deutschen meist in distanzierenden Anführungszeichen.

## Entstehung des Ausdrucks

### „Judenfrage“
Als „jüdische Frage“ bezeichnete man seit etwa 1750 zunächst in Großbritannien (Jewish Question), seit der Französischen Revolution 1789 auch in Frankreich (la question juive) umstrittene Schritte zur jüdischen Emanzipation und die damit verbundenen Probleme.
In Deutschland erschien 1843 Bruno Bauers Aufsatz Die Judenfrage. Seither beschäftigten sich Hunderte von Traktaten, Pamphleten, Zeitungsartikeln und Büchern damit. Als „Lösungen“ dieses „Problems“ schlugen Judengegner Assimilation, Umsiedlung oder Ausweisung vor, während Liberale oder Philosemiten Konzepte der Integration, Erziehung und Tolerierung vorschlugen. In dieser Debatte war also noch nicht entschieden, ob die „Judenfrage“ die Probleme der deutschen Juden mit ihren Gegnern beschrieb oder umgekehrt deren Problem mit ihrem Dasein.
Etwa ab 1860 erhielt der Begriff zunehmend antisemitische Bedeutung: Juden wurden unter diesem Titel immer öfter als Hindernis für Identität und Zusammenhalt der Nation und als Fremde im eigenen Land definiert. Antisemiten wie Wilhelm Marr, Karl Eugen Dühring, Theodor Fritsch, Houston Stewart Chamberlain, Paul de Lagarde und andere erklärten die Judenfrage zum durch Integration unlösbaren „Rassen“-Problem, um ihre Forderungen nach „Entjudung“ der Presse, von Bildung, Kultur, Staat und Wirtschaft, der Ächtung von „Mischehen“ usw. plausibel erscheinen zu lassen und die Juden aus vermeintlich dominierender gesellschaftlicher Stellung zu verdrängen.

### „Endlösung“
Frühe Antisemiten etablierten parallel zur allmählichen rechtlichen Gleichstellung der Juden ein Vokabular vom „Ausmerzen“, „Ausschalten“, „Beseitigen“, „Entfernen“, „Unschädlichmachen“, „Vertilgen“ oder sogar „Ausrotten“ der Juden im öffentlichen Diskurs. Mit solchen biologistischen Metaphern entmenschlichten Antisemiten die Juden und setzten sie mit Krankheitserregern, Insekten oder Parasiten gleich. Demgemäß forderten sie unter anderem Einwanderungs- und Berufsverbote, die Zwangssterilisation zur Verhinderung von Nachwuchs, den Entzug aller Bürgerrechte und wirtschaftliche Unterdrückungsmaßnahmen gegen die Juden.
1881 verlangte Eugen Dühring in seinem populären, oft aufgelegten Aufsatz Die Judenfrage als Rassen-, Sitten- und Kulturfrage als einer der ersten Antisemiten eine „endgültige Lösung der Judenfrage“. Dazu erwog er ihre „völkerrechtliche Internierung“ in einer für sie bestimmten Region, forderte ein Ausnahmerecht, Vermögenskontrolle, die Deportation von jüdischen Kriminellen und letztlich die „Ausscheidung des Judentums durch den modernen Völkergeist“, um der eigenen Zerstörung vorzubeugen.
Der Zionismus reagierte auf diesen Antisemitismus mit Vorschlägen zur freiwilligen Auswanderung der jüdischen Minderheiten in ein außereuropäisches Land, um ihr langfristiges Überleben zu sichern. Theodor Herzl begann 1881 nach Lektüre von Eugen Dührings Pamphlet sein Zionistisches Tagebuch (erschienen 1920). In seiner Programmschrift Der Judenstaat: Der Versuch einer modernen Lösung der Judenfrage (1886) schrieb er: „Ich halte die Judenfrage weder für eine soziale noch für eine religiöse, wenn sie sich noch so oder anders färbt. Sie ist eine nationale Frage, und um sie zu lösen, müssen wir sie vor allem zu einer politischen Weltfrage machen, die im Rate der Kulturvölker zu lösen sein wird.“
Dagegen befürworteten viele deutsche Akademiker eine Assimilation der Juden durch Aufgabe der jüdischen Religion. So schrieb der Naturwissenschaftler Ludwig Büchner am 2. September 1884 an den Lexikografen Isidore Singer, „dass die Juden selbst sehr viel zur endlichen Lösung der leidigen Judenfrage beitragen könnten und würden, wenn sie ihre absonderlichen rituellen Einrichtungen […] aufgeben und sich bestreben würden, durch Beförderung der Heiraten zwischen Juden und Christen eine allmälige Amalgamirung herbeizuführen.“
Der evangelische Theologe Carl Friedrich Heman meinte ab 1882, dass „gründlich, endgültig und befriedigend die Judenfrage von den Juden selbst gelöst werden muß“. Obwohl er die christliche Judenmission begrüßte und mit seinem Schweizer Verein „Freunde Israels“ (gegründet 1874) förderte, sah er die Juden nicht als Teil der eigenen Nation an. Darum befürwortete er Herzls Streben nach einem „Judenstaat“ und begrüßte den ersten Zionistenkongress von 1897 in Basel euphorisch mit seiner Schrift Das Erwachen der jüdischen Nation: Der Weg zur endgültigen Lösung der Judenfrage. Mit dem jüdischen Nationalismus verknüpfte er endzeitliche Hoffnungen. Die meisten Juden wollten jedoch im Vertrauen auf die allmähliche Durchsetzung des Liberalismus lieber in den europäischen Zivilgesellschaften bleiben und an deren Demokratisierung mitwirken.
Ab 1880 radikalisierten und organisierten sich die Antisemiten zunehmend. Theodor Fritsch, eine zentrale Figur der „Berliner Bewegung“, forderte in seinem Antisemitencatechismus von 1887, den Antisemitismus in alle Parteien und Organisationen zu tragen, um so im Reichstag mehrheitsfähig zu werden und den Ausschluss der Juden mit einem Gesetz zu erzwingen. Einen eigenen Staat der Juden in Palästina lehnte er ab: Mit seiner Propaganda zur „Rückkehr der armen verfolgten Juden in die alte Heimat“ Palästina treffe der Zionismus nur „die letzten Vorbereitungen zur Vollendung der jüdischen Weltherrschaft“. In der 23. Auflage seines Handbuchs der Judenfrage von 1923 schrieb er: „Die letzte Lösung des Judenproblems kann nur in einer völligen Ausscheidung aller Juden aus dem arischen Völkerleben gefunden werden.“
Die 1894 entstandene Deutschsoziale Reformpartei forderte in ihrem Programm von 1899 erstmals, die Judenfrage „durch völlige Absonderung und (wenn die Notwehr es gebietet) schließliche Vernichtung des Judenvolkes“ zu lösen. Die Deutschvölkische Partei proklamierte 1914 in ihrem Gründungsprogramm, die endgültige „Lösung der Judenfrage“ werde zur „Weltfrage des 20. Jahrhunderts“ werden. Sie bündelte die bisherigen Ziele der Antisemiten des Kaiserreichs und verband sie im Ersten Weltkrieg mit großdeutschen Eroberungs- und Kolonisierungszielen.
Obwohl die Antisemitenparteien im Deutschen Kaiserreich ihre Ziele parlamentarisch nicht erreichten, verbreiteten ihre Organe die antisemitische Propaganda nach dem Kriegsende weiter, etwa im Deutschvölkischen Schutz- und Trutzbund. Mit der Judenzählung (1916) und der Dolchstoßlegende (ab 1919) machten Antisemiten deutsche Juden planmäßig für die Kriegsniederlage verantwortlich, ebenso für soziale und ökonomische Kriegsfolgen wie die Hyperinflation (1919–1923), Ruhrbesetzung (1923) und Weltwirtschaftskrise (1929/30).

## Bedeutungswandel im Nationalsozialismus

### Ideologie ab 1919
Das 25-Punkte-Programm der NSDAP von 1920 schrieb den Entzug der vollen Bürgerrechte, ein Berufsverbot für öffentliche Ämter und Presseleitung für die deutschen Juden, bei Erwerbslosigkeit ihre Ausweisung sowie die Vertreibung eines Großteils zugewanderter Juden fest. Damit übernahm es die Ziele der organisierten Antisemiten des Kaiserreichs. Die Methoden zur Umsetzung der antijüdischen Programmpunkte legte die NSDAP bis 1933 nicht fest.
Adolf Hitler hatte bereits 1919 in einem bestellten Gutachten über den Antisemitismus einen Antisemitismus der Vernunft gefordert und erklärt: „Sein letztes Ziel aber muß unverrückbar die Entfernung der Juden überhaupt sein.“ Dass „Entfernen“ für ihn das Ausrotten der Juden bedeutete, zeigte Hitler in einer Rede am 6. April 1920: „Wir wollen keine Gefühlsantisemiten sein, die Pogromstimmung erzeugen wollen, sondern es beseelt uns die unerbittliche Entschlossenheit, das Übel an der Wurzel zu packen und mit Stumpf und Stiel auszurotten. Um unser Ziel zu erreichen, muss uns jedes Mittel recht sein, selbst wenn wir uns mit dem Teufel verbinden müßten.“ Am 3. Juli 1920 schrieb Hitler an Konstantin Hierl: „Sowenig ich einer Tuberkelbazille einen Vorwurf machen kann einer Tätigkeit wegen, die für den Menschen Zerstörung bedeutet, für sie aber Leben heißt, so sehr bin ich aber auch gezwungen und berechtigt, um meiner persönlichen Existenz willen den Kampf gegen die Tuberkulose zu führen durch Vernichtung ihrer Erreger. Der Jude aber wird und wurde durch Jahrtausende hindurch in seinem Wirken zur Rassetuberkulose der Völker. Ihn bekämpfen heißt ihn entfernen.“
Nach Angaben des Journalisten Josef Hell soll Hitler auf die Frage, was er bei voller Aktionsfreiheit gegen die Juden tun würde, geantwortet haben: „Wenn ich einmal wirklich an der Macht bin, dann wird die Vernichtung der Juden meine erste und wichtigste Aufgabe sein. Sobald ich die Macht dazu habe, werde ich zum Beispiel in München auf dem Marienplatz Galgen neben Galgen aufstellen lassen und zwar so viele, als es der Verkehr zuläßt. Dann werden die Juden gehängt, einer wie der andere, und sie bleiben solange hängen, bis sie stinken. So lange bleiben sie hängen, wie es nach den Gesetzen der Hygiene überhaupt möglich ist. Sobald man sie abgeknüpft hat, kommen die nächsten daran und das geschieht so lange, bis der letzte Jude in München ausgetilgt ist. Genauso wird in den anderen Städten verfahren, bis Deutschland vom letzten Juden gereinigt ist.“ 1924 in Mein Kampf begründete Hitler dies rassistisch wie Eugen Dühring: „Ohne klare Erkenntnis des Rasseproblems, und damit der Judenfrage, wird ein Wiederaufstieg der deutschen Nation nicht mehr erfolgen.“
Diese Ideen wurden in der NSDAP Gemeingut. Als das Parteiverbot aufgehoben worden war, noch nicht aber Hitlers Redeverbot in Bayern, vertrat Julius Streicher ihn am 3. April 1925 als Hauptredner und sagte: „Seit Jahrtausenden vernichtet der Jude die Völker. Macht heute den Anfang, daß wir den Juden vernichten können!“ Diese „Lösung der Judenfrage“ war und blieb ein wichtiges Element der NS-Propaganda in der Weimarer Zeit. Deren direkter Antisemitismus trat zwar in der Weltwirtschaftskrise ab 1929 etwas zurück, war aber bei den damals bevorzugten Themen immer mitgemeint.

### Judenverfolgung 1933–1939
Nach dem Herrschaftsantritt der NSDAP im Januar 1933 begann die Verfolgung der deutschen Juden mit dem Nahziel, möglichst viele von ihnen zur Auswanderung aus Deutschland zu nötigen, ökonomisch zu schwächen und gesellschaftlich auszugrenzen: zunächst durch Terror der SA, ab 1934 auch der Schutzstaffel (SS), dann auch durch Staatsmaßnahmen wie den „Judenboykott“ (1. April 1933), die Entlassung „nichtarischer“ Beamter („Gesetz zur Wiederherstellung des Berufsbeamtentums“ vom 8. April 1933) und die „Nürnberger Gesetze“ von 1935. Dabei sollte die „jüdische Rasse“ unabhängig vom religiösen Bekenntnis getroffen werden.
Mit dem „Anschluss Österreichs“ im März 1938 verschärfte das NS-Regime seine antijüdischen Maßnahmen. Diese zielten nun auf die reichsweite Enteignung („Arisierung“), die vor allem Hermann Göring als Beauftragter für den Vierjahresplan forcierte. Der Historiker Hans Mommsen dagegen hielt die regionalen und lokalen NSDAP-Organisationen für Hauptbetreiber der „Arisierungen“.
Nach einer Terrorwelle österreichischer Nationalsozialisten ließ Reinhard Heydrich seinen „Judenreferenten“ Adolf Eichmann eine „Zentralstelle für jüdische Auswanderung in Wien“ einrichten. Parallel zur Kriegsvorbereitung dachten NS-Regimevertreter an die Geiselnahme, Inhaftierung und Ermordung deutscher und österreichischer Juden. So schrieb das SS-Organ „Das Schwarze Korps“ am 3. November 1938: „Erklären uns die Juden […] den Krieg – und das haben sie bereits getan –, so haben wir die bei uns befindlichen Juden genauso zu behandeln, wie man Angehörige einer kriegführenden Macht zu behandeln pflegt.“ Denn deutsche Juden seien Teil des Weltjudentums, das für alle etwaigen deutschen Kriegsschäden haften müsse.
Am 12. November 1938, drei Tage nach den Novemberpogromen, drohte Göring im Fall absehbarer außenpolitischer Konflikte „eine große Abrechnung an den Juden“ durch das NS-Regime an. Am 24. November 1938 stand im Schwarzen Korps unter der Überschrift Juden, was nun?: „Das Programm ist klar. Es lautet: völlige Ausscheidung, restlose Trennung! […] Das in jeder Beziehung auf sich beschränkte Parasitenvolk wird aber in dieser Isolierung, da es zu eigener Arbeit weder willens noch fähig ist, verarmen! […] Das deutsche Volk hat nicht die geringste Lust, in seinem Bereich Hunderttausende von Verbrechern zu dulden, die durch Verbrechen nicht nur ihr Dasein sichern, sondern auch noch Rache üben wollen! […] Im Stadium einer solchen Entwicklung ständen wir daher vor der harten Notwendigkeit, die jüdische Unterwelt genau so auszurotten, wie wir in unserem Ordnungsstaat Verbrecher eben auszurotten pflegen: mit Feuer und Schwert. Das Ergebnis wäre das tatsächliche und endgültige Ende des Judentums in Deutschland, seine restlose Vernichtung.“ Mit entsprechenden antijüdischen Gesetzen und Verordnungen, darunter der „Judenbuße“, mussten die Opfer der Novemberpogrome die Aufrüstung der Täter finanzieren. Ihre staatlich erzwungene Verarmung erschwerte die Auswanderung der Juden erheblich. Im Gegenzug ließ Göring am 24. Januar 1939 in Berlin die „Reichszentrale für jüdische Auswanderung“ mit dem Ziel gründen, „die Auswanderung der Juden aus Deutschland […] mit allen Mitteln zu fördern“.
Am 23. Januar 1939 sagte Hitler dem tschechischen Außenminister František Chvalkovský, die Juden würden „vernichtet“ werden, falls man sie nicht an einen fernen Ort bringen könne. Wenn die angelsächsischen Länder dabei nicht kooperierten, hätten sie ihren Tod auf dem Gewissen. Am 30. Januar 1939 wandte sich Hitler in einer Reichstagsrede an die westlichen Staaten, die bei der Konferenz von Évian (Juli 1938) kaum in Deutschland verfolgte Juden aufzunehmen bereit gewesen waren. Er führte US-amerikanische und britische Reaktionen auf die Novemberpogrome und bisherigen Verletzungen des Münchner Abkommens auf den Einfluss der Juden in diesen Staaten zurück und sagte dazu: „Diese Versuche können vor allem Deutschland nicht im geringsten in der Erledigung seiner Judenfrage beeinflussen. […] Denn Europa kann nicht mehr zur Ruhe kommen, bevor nicht die jüdische Frage ausgeräumt ist.“ Dann drohte er erstmals offen mit der Judenvernichtung: „Wenn es dem internationalen Finanzjudentum in und außerhalb Europas gelingen sollte, die Völker noch einmal in einen Weltkrieg zu stürzen, dann wird das Ergebnis nicht die Bolschewisierung der Erde und damit der Sieg des Judentums sein, sondern die Vernichtung der jüdischen Rasse in Europa.“ Laut Saul Friedländer bedeutete „Vernichtung“ hier noch keinen systematischen Ausrottungsplan, sondern ein einkalkuliertes Massensterben als Folge großangelegter Deportationen. Hitler habe die deutschen Juden als Faustpfand gegen das Ausland benutzt. Zugleich habe er seinen Anhängern schärfere antijüdische Maßnahmen im Kriegsfall in Aussicht gestellt und damit eine aktive Judenvernichtung nahegelegt. Dies markiere seine damalige „Suche nach radikalen Lösungen, mit einem Abtasten extremer Möglichkeiten“.

### Abschiebepläne 1939–1941
Der deutsche Überfall auf Polen brachte auch 2,5 Millionen polnische Juden in den deutschen Machtbereich und erschwerte aus deutscher Regierungssicht zeitweise die Vertreibung deutscher und österreichischer Juden aus dem Altreich. Daraufhin wurden bis Ende 1939 etwa 200.000 Juden aus den besetzten Gebieten Osteuropas in das neugeschaffene ostpolnische Generalgouvernement deportiert oder vertrieben, um in Westpolen Volksdeutsche anzusiedeln. Zugleich wurden bis Ende 1939 etwa 90.000 Juden über die Grenze zum sowjetisch besetzten Ostpolen getrieben.
Seitdem entwickelte Heydrich Ideen, die Juden aus dem „Altreich“ in ein „Judenreservat“ oder „Reichsghetto“ um Lublin zu deportieren. Dazu organisierte Eichmann zwischen dem 18. und 26. Oktober 1939 sechs „Versuchstransporte“ von insgesamt etwa 5000 österreichischen und tschechischen Juden nach Nisko, wo sie in ein selbstgebautes Lager gesperrt und dann sich selbst überlassen wurden. Diese Aktionen wurden aber nach Protesten polnischer Zivilisten und deutscher Offiziere der Wehrmacht ab Oktober reduziert und am 14. April 1940 gestoppt. Zwangsdeportationen deutscher Juden wurden vorläufig zurückgestellt, da für sie in Ostpolen nicht genügend Platz vorhanden war.
Deportationen, die Einrichtung von Ghettos vor allem im besetzten Polen und die Haftbedingungen in den Arbeitslagern (KZ) nahmen bereits zahlreiche Todesopfer unter den Betroffenen in Kauf. Zudem ermordeten eigens dazu aufgestellte Einsatzgruppen von September bis Dezember 1939 etwa 60.000 Angehörige der polnischen Führungsschicht, darunter etwa 7000 Juden, um polnischen Widerstand gegen die deutsche Besetzung zu unterbinden. Dies zeigte den Vernichtungswillen der Nationalsozialisten in den eroberten Gebieten.
Ab Frühjahr 1940 bevorzugte das NS-Regime den schon im November 1938 angedachten Madagaskarplan. Dieser sah eine Zwangsaussiedlung von bis zu 5,8 Millionen überwiegend osteuropäischen Juden in die damalige französische Kolonie Madagaskar vor. Heinrich Himmler arbeitete den Plan im Mai 1940 aus. Heydrich schrieb dazu an Joachim von Ribbentrop am 24. Juni:

„Das Gesamtproblem – es handelt sich bereits um rund 3¼ Millionen Juden in den heute deutscher Hoheitsgewalt unterstehenden Gebieten – kann durch Auswanderung nicht mehr gelöst werden; eine territoriale Endlösung wird daher notwendig.“

Hitler beriet diese Idee mit Mussolini im Juni. Nachdem die deutsche Luftwaffe die Luftschlacht um England im September verloren hatte, wurde der Plan illusorisch, blieb aber bis Februar 1941 in NS-Äußerungen präsent. Dann traten Pläne einer Massenabschiebung in entfernte Gebiete Osteuropas an seine Stelle, etwa in die Prypjatsümpfe Weißrusslands oder die Eismeer-Lager Sibiriens. Am 21. Januar 1941 schrieb Eichmanns Mitarbeiter Theodor Dannecker in einer „Denkschrift“ an alle Dienststellen des Reichssicherheitshauptamts (RSHA):

„Gemäß dem Willen des Führers soll nach dem Kriege die Judenfrage innerhalb des von Deutschland beherrschten oder kontrollierten Teiles Europas einer endgültigen Lösung zugeführt werden.“

Heydrich habe bereits von Hitler einen „Auftrag zur Vorlage eines Endlösungsprojektes erhalten“, den er aufgrund der „umfangreichen Erfahrungen in der Judenbehandlung und dank der seit längerer Zeit geleisteten Vorarbeiten […] in wesentlichen Zügen ausgearbeitet“ und dem Führer und dem Reichsmarschall (Göring) vorgelegt habe. Der Erfolg dieser „Riesenarbeit“ hänge von weiteren sorgfältigen Vorarbeiten zu einer „Gesamtabschiebung der Juden“ und „Ansiedlungsaktion in einem noch zu bestimmenden Territorium“ ab. Historiker schätzen diese Ansiedlungspläne verschieden ein: Laut Dieter Pohl zielten „alle diese Planungen auf einen schleichenden Völkermord, da sie eine massive Verschlechterung der Lebensbedingungen, die Verhinderung der Fortpflanzung sowie große Zwangsarbeitsprojekte zum Inhalt hatten“. Wolfgang Benz sieht „Ansiedlung“ in Danneckers Zitat als Tarnfloskel für die bereits geplante Ermordung. Christopher Browning nimmt wie Götz Aly an, als Ansiedlungsraum sei die Sowjetunion gemeint gewesen, die zu überfallen das NS-Regime in jenen Wochen plante. Laut Hans Mommsen waren die Ansiedlungspläne zwar illusorisch, aber ernst gemeint. Bis Herbst 1941 habe das NS-Regime noch keine systematische Ermordung der europäischen Juden ins Auge gefasst.

### Vom Vertreibungs- zum Vernichtungsziel
Seit Beginn des Überfalls auf Polen finden sich im Schriftverkehr von NS-Behörden immer öfter Hinweise auf verschärfte „Lösungen“. So sandte Reinhard Heydrich am 21. September 1939 nach den ersten Massakern an polnischen Juden einen ausführlichen Erlass an alle Einsatzgruppenchefs, in dem es hieß:

„Ich nehme Bezug auf die heute in Berlin stattgefundene Besprechung und weise noch einmal daraufhin, dass die geplanten Gesamtmaßnahmen (also das Endziel) streng geheim zu halten sind. Es ist zu unterscheiden zwischen 1. dem Endziel (welches längere Fristen beansprucht) und 2. den Abschnitten der Erfüllung des Endzieles (welche kurzfristig durchgeführt werden). Die geplanten Maßnahmen erfordern gründlichste Vorbereitung sowohl in technischer als auch in wirtschaftlicher Hinsicht. Es ist selbstverständlich, dass die heranstehenden Aufgaben von hier in allen Einzelheiten nicht festgelegt werden. Die nachstehenden Anweisungen und Richtlinien dienen gleichzeitig dem Zwecke, die Chefs der Einsatzgruppen zu praktischen Überlegungen anzuhalten. … Als erste Vorausmaßnahme für das Endziel gilt zunächst die Konzentrierung vom Lande in die größeren Städte. Sie ist mit Beschleunigung durchzuführen. … Dabei ist zu beachten, daß nur solche Städte als Konzentrierungspunkte bestimmt werden, die entweder Eisenbahnknotenpunkte sind oder zum mindesten an Eisenbahnstrecken liegen.“

Für Gunnar Heinsohn belegt dieses Dokument, das „Endziel“ des Holocaust sei seit Kriegsbeginn beschlossen worden. Für Dieter Pohl belegt es dagegen das damalige Ziel, die polnischen Juden in einigen polnischen Städten zu ghettoisieren und später vollständig aus den deutsch besetzten Gebieten zu vertreiben.
Ein Entwurf Eichmanns vom 4. Dezember 1940 unter dem Titel „Die Judenfrage“ beschrieb ein zweistufiges Vorgehen: Einer „Anfangslösung der Judenfrage durch Auswanderung“, das hieß Vertreibung aller deutschen, österreichischen und polnischen Juden durch Polizei und Sicherheitsdienste (SD, SS), sollte die „Endlösung der Judenfrage“ folgen: „Durch Umsiedelung der Juden aus dem europäischen Wirtschaftsraum des deutschen Volkes in ein noch zu bestimmendes Territorium. Im Rahmen dieses Projekts kommen rund 5,8 Millionen Juden in Betracht.“
Ebenfalls im Januar 1941 schrieb Sturmbannführer Paul Zapp in ein Redemanuskript für Heinrich Himmler:

„An die restlose Bereinigung der Judenfrage kann erst gedacht werden, wenn es gelingt, das Weltjudentum entscheidend zu treffen. Die politische und diplomatische Führung Adolf Hitlers hat die Grundlagen für die europäische Lösung der Judenfrage geschaffen. Von hier aus wird der Hebel zur Lösung der Weltjudenfrage angesetzt werden müssen.“

Hier deutete sich an, dass die Deportationspläne des NS-Regimes auf eine globale „Endlösung“ zielten, die der damals geplante Eroberungskrieg einleiten und ermöglichen sollte. Da die Nationalsozialisten selbst die Weltherrschaft anstrebten, die sie ihren jüdischen Opfern unterstellten, genügte ihnen die Vertreibung der europäischen Juden nicht, sondern galt ihnen nur als Vorstufe zur völligen Vernichtung des „Weltjudentums“.
Der Krieg gegen die Sowjetunion 1941–1945 sollte nicht nur „Lebensraum im Osten“ erobern, sondern auch den „jüdischen Bolschewismus“ vernichten. Dieses Ziel hatte Hitler schon 1925 in Mein Kampf anvisiert. Es war Teil des von ihm propagierten „Abwehrkampfs der arischen Rasse gegen das Weltjudentum“, der für ihn nicht durch die Vertreibung, sondern nur durch die Vernichtung der Juden zu gewinnen war. Ab März 1941 wurde der Russlandkrieg als Vernichtungskrieg operativ vorbereitet. Zugleich dachten die Nationalsozialisten immer mehr an eine organisierte Massenvernichtung der Juden und suchten nach geeigneten Methoden dazu. Anfang März 1941 ordnete Hitler die gezielte Partisanenbekämpfung an. Am 12. März 1941 schrieb Eichmann an seine Mitarbeiter bereits routinemäßig über die „zweifellos kommende Endlösung der Judenfrage“ und begründete damit ein Auswanderungsverbot für Juden aus allen besetzten Gebieten: Deutschland solle als erstes Land Europas „judenrein“ werden.
Im Mai 1941 ließ Heydrich sechs mobile Einsatzgruppen mit etwa 3000 Mitgliedern aufstellen und für ihre besondere Mordaufgabe im Gefolge der Eroberungen ausbilden. In einem seiner Rundschreiben an alle Polizeileitstellen verlangte er:

„Eine Einwanderung von Juden in die von uns besetzten Gebiete ist im Hinblick auf die zweifellos kommende Endlösung der Judenfrage zu verhindern.“

Dies verbot den Behörden, ausreisewilligen deutschen und polnischen Juden entsprechende Papiere auszustellen und wird daher als Abkehr vom Ziel ihrer Vertreibung zugunsten ihrer künftigen Vernichtung gedeutet.
Mit dem Kommissarbefehl vom 6. Juni 1941 unterstützten hochrangige Generäle der Wehrmacht die geplanten Kriegsverbrechen. Der Generalplan Ost vom 24. Juni 1941 sah vor, bis zu 30 Millionen Menschen zu deportieren, verhungern zu lassen oder zu erschießen.

### Massenerschießungen sowjetischer Juden
Mit Beginn des Deutsch-Sowjetischen Krieges am 22. Juni 1941 eskalierte die staatliche Judenverfolgung. Ab dem 24. Juni 1941 begannen die Einsatzgruppen mit systematischen Massenerschießungen von jüdischen Männern auf sowjetischem Gebiet.
In den überfüllten polnischen Ghettos, die Hitler als „Durchgangslager“ für die endgültige Abschiebung ihrer Bewohner ansah, starben bereits Zehntausende an Hunger und Seuchen. Damit wuchs die Bereitschaft, die „Endlösung“ früher, schneller und mörderischer durchzuführen. So schrieb der für Posen verantwortliche SS-Sturmbannführer Rolf-Heinz Höppner am 16. Juli 1941 an Eichmann:

„Es besteht in diesem Winter die Gefahr, daß die Juden nicht mehr sämtlich ernährt werden können. […] Es ist ernsthaft zu erwägen, ob es nicht die humanste Lösung ist, die Juden, soweit sie nicht arbeitsfähig sind, durch irgendein schnell wirkendes Mittel zu erledigen.“

In Erwartung des baldigen Sieges über die Sowjetunion erhielt Himmler am 17. Juli 1941 Hitlers Auftrag zur „polizeiliche[n] Sicherung der neu besetzten Ostgebiete“. Daraufhin verdoppelte er in wenigen Tagen die Mitgliederzahl der Einsatzgruppen und hielt sie an, ihre „historische Mission“ schneller zu erfüllen. Am 1. August wies Gestapochef Heinrich Müller die Einsatzgruppenleiter an, der Reichskanzlei regelmäßig über ihre Mordergebnisse zu berichten. Ab dem 15. August wurden auch jüdische Frauen und Kinder wahllos ermordet.
Im Sommer 1941 traf der Lagerkommandant von Auschwitz, Rudolf Höß, in Berlin mit seinem Vorgesetzten Himmler zusammen, der ihm Monate zuvor den Lagerausbau befohlen hatte. Nach 1945 schrieb Höß, Himmler habe ihm bei diesem Treffen die „Massen-Vernichtung der Juden“ befohlen und das wie folgt begründet: „Die Juden sind die ewigen Feinde des deutschen Volkes und müssen ausgerottet werden. Alle für uns erreichbaren Juden sind jetzt während des Krieges ohne Ausnahme zu vernichten. Gelingt es uns jetzt nicht, die biologischen Grundlagen des Judentums zu zerstören, so werden einst die Juden das deutsche Volk vernichten.“
Anfang August 1941 antwortete Hans-Adolf Prützmann, Höherer SS- und Polizeiführer im Reichskommissariat Ostland, einem Untergebenen auf dessen Frage, wohin die baltischen Juden ausgesiedelt würden:

„Nicht so, wie Sie meinen – die sollen ins Jenseits befördert werden.“

Ende August 1941 begann mit dem Massaker von Kamenez-Podolsk (23.600 Opfer) der systematische Massenmord an deportierten Juden.

### Zentraler Planungsauftrag
Am 31. Juli 1941 schrieb Göring, den Hitler 1938 mit der „Gesamtlösung der Judenfrage“ beauftragt hatte, an Heydrich:

„In Ergänzung der Ihnen bereits mit Erlaß vom 24. Januar 1939 übertragenen Aufgabe, die Judenfrage in Form der Auswanderung oder Evakuierung einer den Zeitverhältnissen entsprechend möglichst günstigen Lösung zuzuführen, beauftrage ich Sie hiermit, alle erforderlichen Vorbereitungen in organisatorischer, sachlicher und materieller Hinsicht zu treffen für eine Gesamtlösung der Judenfrage im deutschen Einflußgebiet in Europa. […] Ich beauftrage Sie weiter, mir in Bälde einen Gesamtentwurf über die organisatorischen, sachlichen und materiellen Vorausmaßnahmen zur Durchführung der angestrebten Endlösung der Judenfrage vorzulegen.“

Dem folgte zwischen September und Dezember 1941 – der genaue Zeitpunkt ist umstritten – die Entscheidung, noch während des Krieges alle europäischen Juden zu ermorden, derer das NS-Regime habhaft werden konnte. Nun bezeichnete der Begriff Endlösung auch in der Behördensprache faktisch die Durchführung dieser Zielvorgabe, die nach außen weiter als vollständige „Umsiedlung“ in entfernte Ostgebiete getarnt wurde.

### Beginn der Deportationen und Vergasungen
Anfang August geriet die deutsche Offensive erstmals, ab Mitte September erneut, ins Stocken; der erwartete „Blitzsieg“ wurde illusorisch. Bis zum 13. September 1941 verbot Hitler die Abschiebung der deutschen, west- und südeuropäischen Juden, um sie nach dem erwarteten schnellen Sieg im Russlandfeldzug direkt in den weiter entfernten Osten deportieren zu lassen. Doch am 17. September ließ er Himmler wissen, das Reich und das Protektorat Böhmen und Mähren müssten „möglichst bald“ von Juden „geleert und befreit“ werden.
Der Gesinnungswandel hing auch mit mehreren Vorgängen zusammen: Seit der Atlantikcharta vom 14. August und U-Boot-Angriffen vom 11. September war der Kriegseintritt der USA absehbar. Hitler erfuhr um den 10. September herum, dass Stalin 400.000 Wolgadeutsche nach Sibirien transportieren lassen wolle. Andere Nationalsozialisten führten dies auf den Einfluss des fiktiven „Weltjudentums“ zurück und drängten Hitler, dafür Rache an deutschen Juden zu üben. Die Briten flogen am 16. September einen Bombenangriff auf Hamburg, der viele Hamburger obdachlos machte. Nun gab Hitler dem Drängen des Gauleiters Karl Kaufmann nach, für sie jüdische Wohnungen zu räumen. Himmler ließ daraufhin zunächst 60.000 deutsche Juden in das restlos überfüllte Ghetto Litzmannstadt deportieren und lieferte damit einen Großteil von ihnen dem sicheren Hungertod aus. Fortan wurden größere Gruppen deutscher Juden in Sammellager in Polen deportiert. Deren vorige Bewohner wurden zuvor oft massenhaft ermordet, um Platz für die Neuankömmlinge zu schaffen.
Am 5./6. September 1941 – nach anderen Historikern im Dezember – wurden im KZ Auschwitz I erstmals probeweise 900 Kriegsgefangene mit Zyklon B vergast. Mitte Oktober begann der Bau des ersten Vernichtungslagers Belzec. Ab November erhielten vier der sechs Einsatzgruppen Gaswagen. Ab 8. Dezember folgten erste Vergasungen im Vernichtungslager Chelmno. Bis zum März 1942 wurden laut Täterberichten und Schätzungen knapp 600.000 Juden ermordet.
Am 18. Oktober 1941 untersagte Himmler in einem Erlass mit Wirkung vom 23. Oktober allen Juden die Genehmigung zur Auswanderung.

### Ausweitung auf alle europäischen Juden
Am 8. Dezember 1941, einen Tag nach Japans Angriff auf Pearl Harbor, erfolgte der Eintritt der Vereinigten Staaten in den Zweiten Weltkrieg, zunächst gegen Japan. Am 11. Dezember erklärte Hitler ihnen den Krieg. Am 12. Dezember hielt er eine Rede an die Gau- und Reichsleiter der NSDAP, über die Goebbels am 13. Dezember in sein Tagebuch notierte: „Bezüglich der Judenfrage ist der Führer entschlossen, reinen Tisch zu machen. Er hat den Juden prophezeit, daß, wenn sie noch einmal einen Weltkrieg herbeiführen würden, sie dabei ihre Vernichtung erleben würden. Das ist keine Phrase gewesen. Der Weltkrieg ist da, die Vernichtung des Judentums muß die notwendige Folge sein. […] Wenn das deutsche Volk jetzt wieder im Ostfeldzug an die 160.000 Tote geopfert hat, so werden die Urheber dieses blutigen Konflikts dafür mit ihrem Leben bezahlen müssen.“
Fortan wurde die laufende Massenvernichtung der sowjetischen Juden auf alle Juden Europas ausgedehnt und mit neuen Mordmethoden forciert. So sagte Hans Frank, Generalgouverneur in Polen, am 16. Dezember 1941: „Mit den Juden – das will ich Ihnen auch ganz offen sagen – muß so oder so Schluß gemacht werden. […] Wir müssen die Juden vernichten, wo immer wir sie treffen und wo es irgend möglich ist, um das Gesamtgefüge des Reiches hier aufrecht zu erhalten. […] Diese 3,5 Millionen Juden können wir nicht erschießen, wir können sie nicht vergiften, werden aber doch Eingriffe vornehmen müssen, die irgendwie zu einem Vernichtungserfolg führen, und zwar im Zusammenhang mit den vom Reich her zu besprechenden großen Maßnahmen. Das Generalgouvernement muß genau judenfrei werden, wie es das Reich ist.“

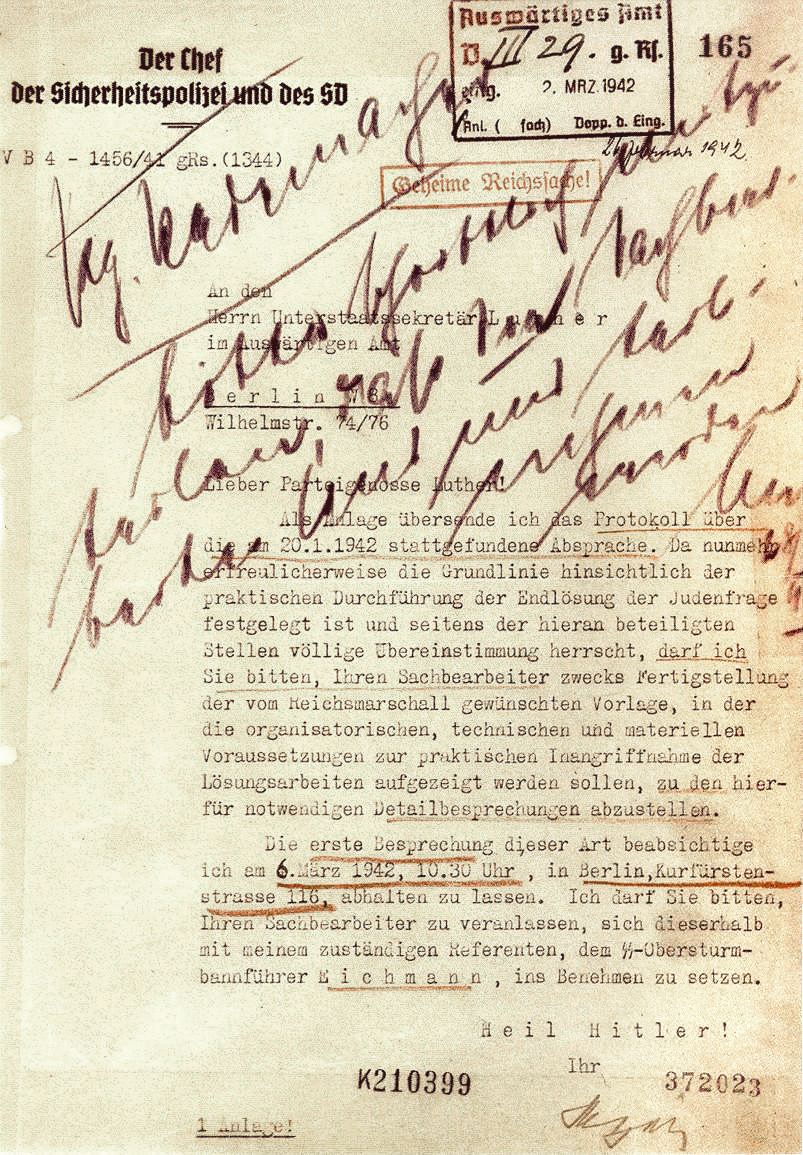
Begleitschreiben Heydrichs an Martin Luther (26. Februar 1942) zur Übersendung des Protokolls der Wannseekonferenz.

Auf der Wannseekonferenz am 20. Januar 1942 stellte Heydrich den eingeladenen NS-Behördenvertretern seinen „Gesamtentwurf“ vor, um sie in die Planung der laufenden „Endlösung“ einzuweihen, daran zu beteiligen und ihre Maßnahmen dazu unter seiner Leitung zu koordinieren. Nach dem Konferenzprotokoll waren 11 Millionen Juden aus ganz Europa und Nordafrika, auch aus von Deutschland nicht eroberten Ländern, zur Deportation vorgesehen. Es bezeichnet das Treffen als „Besprechung über die Endlösung der Judenfrage“. Damit war der Begriff bei allen am Holocaust beteiligten Dienststellen etabliert.
Dass diese darunter die Ermordung möglichst aller Juden verstanden, bestätigte Eichmann am 24. Juli 1961 im Eichmann-Prozess: „Es wurde von Töten und Eliminieren und Vernichten gesprochen.“ In dieser Vernehmung berichtete Eichmann auch, Heydrich habe ihm sechs bis acht Wochen nach Beginn des Russlandkrieges mitgeteilt: „Der Führer hat die physische Vernichtung der Juden befohlen.“ Hitler habe Odilo Globocnik bereits entsprechende Anweisungen erteilt, deren Ausführung Eichmann überprüfen sollte. Dieses Ziel kannten oder ahnten neben den Planern, Organisatoren und Ausführenden auch viele gewöhnliche Deutsche, die die öffentlichen Deportationen erlebten und Hitlers Rundfunkreden hörten (→ Zeitgenössische Kenntnis vom Holocaust). Dieser kam im Kriegsverlauf immer wieder auf seine Ankündigung vom 30. Januar 1939 zurück und ließ keinen Zweifel an ihrem Vollzug.

### Systematische Vergasung
Goebbels notierte am 27. März 1942 darüber in sein Tagebuch: „Es wird hier ein ziemlich barbarisches und nicht näher zu beschreibendes Verfahren angewandt, und von den Juden selbst bleibt nicht mehr viel übrig. Im großen kann man wohl feststellen, dass 60 % davon liquidiert werden müssen […] An den Juden wird ein Strafgericht vollzogen, das zwar barbarisch ist, das sie aber vollauf verdient haben […] Man darf in diesen Dingen keine Sentimentalität obwalten lassen […] Es ist ein Kampf auf Leben und Tod zwischen der arischen Rasse und dem jüdischen Bazillus. Keine andere Regierung und kein anderes Regime konnte die Kraft aufbringen, diese Frage generell zu lösen. Auch hier ist der Führer der unentwegte Vorkämpfer und Wortführer einer radikalen Lösung […].“
Am 19. April 1942 ordnete Himmler „die Umsiedlung der gesamten jüdischen Bevölkerung des Generalgouvernements bis zum 31. Dez. 1942“ an (→ Aktion Reinhardt). Fortan rollten die Todeszüge aus dem ganzen Reich und den übrigen eroberten Gebieten in die inzwischen fertiggestellten Vernichtungslager, wo die Ankömmlinge selektiert und ein Großteil sofort, der Rest später in Gaskammern ermordet wurde. Himmler sprach in seinen Posener Reden vom 4. und 6. Oktober 1943 erstmals unverschleiert auch über seine Aufgabe, die „Judenfrage zu lösen“: „Ich meine jetzt die Judenevakuierung, die Ausrottung des jüdischen Volkes.“ Am 24. Mai 1944 erklärte er rückblickend vor höheren SS- und Polizeiführern: „Eine andere Frage, die maßgeblich für die innere Sicherheit des Reiches und Europas war, ist die Judenfrage gewesen. Sie wurde nach Befehl und verstandesmäßiger Erkenntnis kompromisslos gelöst.“ Er betonte auf Schulungskursen für die Holocausttäter immer wieder Hitlers Befehl dazu und die Schwere dieses Auftrags, so am 21. Juni 1944: „Es war die furchtbarste Aufgabe und der furchtbarste Auftrag, den eine Organisation bekommen konnte: der Auftrag, die Judenfrage zu lösen.“
Demgegenüber hielt der geheime Korherr-Bericht von 1943 mit dem Titel Die Endlösung der europäischen Judenfrage noch die übliche Tarnsprache aufrecht, beschrieb jedoch unmissverständlich Absicht und Ausmaß der Judenvernichtung: „Von 1937 bis Anfang 1943 dürfte die Zahl der Juden in Europa teils durch Auswanderung, teils durch den Sterbeüberschuß der Juden in Mittel- und Westeuropa, teils durch die Evakuierungen vor allem in den völkisch stärkeren Ostgebieten, die hier als Abgang gerechnet werden, um schätzungsweise 4 Millionen zurückgegangen sein. […] Insgesamt dürfte das europäische Judentum seit 1933, also im ersten Jahrzehnt der nationalsozialistischen deutschen Machtentfaltung, bald die Hälfte seines Bestandes verloren haben.“

### Hitlers politisches Testament
Hitler versuchte kurz vor seinem Suizid am 30. April 1945 in seinem politischen Testament seinen Anteil am Holocaust vor der Nachwelt zu rechtfertigen:

„Ich habe aber auch keinen Zweifel darüber gelassen, dass, wenn die Völker Europas wieder nur als Aktienpakete dieser internationalen Geld- und Finanzverschwörer angesehen werden, dann auch jenes Volk mit zur Verantwortung gezogen werden wird, das der eigentlich Schuldige an diesem mörderischen Ringen ist: Das Judentum! Ich habe weiter keinen darüber im Unklaren gelassen, dass dieses Mal nicht nur Millionen Kinder von Europäern der arischen Völker verhungern werden, nicht nur Millionen erwachsener Männer den Tod erleiden und nicht nur Hunderttausende an Frauen und Kindern in den Städten verbrannt und zu Tode bombardiert werden dürften, ohne dass der eigentlich Schuldige, wenn auch durch humanere Mittel, seine Schuld zu büssen hat.“

## Historischer Diskurs
Die „Endlösung“ steht seit dem Nürnberger Prozess gegen die Hauptkriegsverbrecher von 1945 im Zentrum der historischen Erforschung der NS-Zeit. Seit wann der Ausdruck den beabsichtigten vollständigen Judenmord bezeichnete, wann genau die Entscheidung dazu fiel, welche Faktoren dafür maßgebend waren, wie die verschiedenen Instanzen der NS-Herrschaft dabei zusammenwirkten und welche zeitgenössische Kenntnis vom Holocaust es gab, sind einige wichtige Forschungsfragen zu diesem Thema.